# Hsieh Tung-min
Hsieh Tung-min (chiń. upr. 谢东闵; chiń. trad. 謝東閔; pinyin Xiè Dōngmǐn; ur. 25 stycznia 1907, zm. 8 kwietnia 2001) – tajwański polityk, wiceprezydent Republiki Chińskiej w latach 1978-1984.
Pochodził z Ershui w powiecie Zhanghua na Tajwanie. W młodości działał w antyjapońskim ruchu oporu. W latach 20. wyjechał do Chin, gdzie studiował w Szanghaju i Kantonie. Działacz Kuomintangu, po zakończeniu II wojny światowej powrócił na Tajwan, gdzie był aktywnym działaczem lokalnym. Był m.in. deputowanym do rady miasta Kaohsiung i zgromadzenia prowincjonalnego Tajwanu, wchodził także w skład Komitetu Centralnego KMT.
W latach 1972–1978 pełnił urząd gubernatora prowincji Tajwan, jako pierwszy cywil na tym stanowisku. Był pierwszym Tajwańczykiem, który doszedł do tak wysokich pozycji w administracji Republiki Chińskiej. Przez rodaków był jednak postrzegany jako zdrajca i reprezentant reżimu kuomintangowskiego. W święto państwowe 10 października 1976 roku otrzymał list z ukrytą w środku bombą. Nadawcą przesyłki był Wang Sing-nan, tajwański działacz niepodległościowy i późniejszy polityk Demokratycznej Partii Postępowej. W wyniku wybuchu Hsieh został poważnie ranny, ze względu na rozmiar obrażeń amputowano mu lewą dłoń. Od 1978 do 1984 roku był wiceprezydentem Republiki Chińskiej.
W późniejszym okresie pełnił funkcję doradcy prezydenta, nie biorąc już czynnego udziału w życiu politycznym. Zmarł w szpitalu w Tajpej na atak serca.